# David Harte
David Harte (* 3. April 1988 in Cork) ist ein irischer Hockeytorwart. Er war mit der irischen Nationalmannschaft Europameisterschaftsdritter 2015.

## Karriere
David Harte debütierte 2007 in der Nationalmannschaft und bestritt über 200 Länderspiele. Sein erstes großes Turnier war die Europameisterschaft 2007, bei der die Iren den siebten Platz belegten. 2011 in Mönchengladbach waren die Iren wieder dabei und erreichten den fünften Platz. 2013 belegten die Iren den sechsten Platz bei der Europameisterschaft im belgischen Boom.
Zwei Jahre später bei der Europameisterschaft in London belegten die Iren in der Vorrunde den zweiten Platz hinter der deutschen Mannschaft. Nach einer 0:1-Halbfinalniederlage gegen die Niederländer trafen die Iren im Spiel um Bronze auf die anglische Mannschaft und gewannen mit 4:2. 2016 nahm die irische Mannschaft an den Olympischen Spielen in Rio de Janeiro teil, belegte in der Vorrunde aber lediglich den fünften Platz und schied damit aus. 2017 erreichten die Iren bei der Europameisterschaft in Amsterdam den sechsten Platz. Im Jahr darauf belegten die Iren den 14. Platz bei der Weltmeisterschaft 2018. Von 2029 bis 2023 wirkte Harte nicht in der Nationalmannschaft mit. Bei den Olympischen Spielen 2024 in Paris war er Stammtorwart der irischen Mannschaft, die nach der Vorrunde ausschied.
Auf Vereinsebene spielt David Harte seit 2012 in den Niederlanden beim SV Kampong, 2017 und 2018 war er niederländischer Meister. 2015 und 2016 wurde David Harte zum Welttorhüter des Jahres gewählt.
David Hartes Zwillingsbruder Conor Harte ist ebenfalls irischer Hockeynationalspieler.